# Ole Giber
Ole Giber (født 1. november 1950) er en dansk astrolog.
Giber blev uddannet arkitekt i 1978 og læste desuden jura fra 1981 til 1989 ved Aarhus Universitet. Han blev også uddannet i astrologi i 1980'erne. Siden 1990'erne har han drevet Astrologisk Uddannelsescenter, ligesom han har han medvirket i flere tv-programmer. Han er desuden rådgiver for både virksomheder og kendisser, eksempelvis Pusle Helmuth og Richard Ragnvald.